# NGC 1833
NGC 1833 (другое обозначение — ESO 56-SC55) — рассеянное скопление с эмиссионной туманностью в созвездии Столовой Горы, расположенное в Большом Магеллановом Облаке. Открыто Джоном Гершелем в 1836 году. Описание Дрейера: «очень тусклый, довольно крупный объект, первый из нескольких подобных». 
Возраст скопления составляет менее 10 миллионов лет. В туманности, носящей отдельное название N190 и окружающей скопление, обнаружено два водных мазера.
Этот объект входит в число перечисленных в оригинальной редакции «Нового общего каталога».